# Chlorhoda metaleuca
Chlorhoda metaleuca är en fjärilsart som beskrevs av William Schaus 1912. Chlorhoda metaleuca ingår i släktet Chlorhoda och familjen björnspinnare. Inga underarter finns listade i Catalogue of Life.